# Ауэршперг, Франц Карл фон
Франц Карл фон Ауэршперг (нем. Franz Karl Fürst von Auersperg; 22 ноября 1660, Вена — 6 ноября 1713, Пишельсдорф-на-Энгельбахе) — австрийский политический и военный деятель, 3-й имперский князь фон Ауэршперг и князь Зембицкий (герцог Мюнстерберг) (1706—1713).

## Биография
Родился 22 ноября 1660 года в Вене. Второй сын Йоханна Вейкхарда фон Ауэршперга (1615—1677), 1-го имперского князя фон Ауэрпшерга и князя Зембицкого, и графини Марии Катарины фон Лозенштейн (1635—1691).
Избрал военную карьеру. В течение двадцати лет служил в имперской армии в звании капитана полка Мансфельда. В 1683 году Франц Карл участвовал в Венской битве, а затем был отправлен командующим имперских войск герцогом Карлом Лотарингским с известием о победе императору Леопольду I, который находился в Линце. Вскоре Франц Карл фон Ауэршперг получил должность казначея двора, чин полковника имперской армии, губернатора Карловаца и чин генерал-фельдцейхмейстера.
Во время осады турецкой крепости Бихар у князя Франца Карла фон Ауэршперга был спор из-за ранга с Баттьяни, чем он вызвал неудачный отход войска принца Евгения Савойского. Также Франц Карл был виновен в неудачи австрийцев под командованием князя Евгения Савойского в битве при Луццаре в 1702 году в Северной Италии.
Франц Карл фон Ауэршперг был владельцем многочисленных имений, которые увеличились после смерти его дяди Франца Антона фон Лозенштейна, последнего представителя этой линии рода. В 1704 году на основании семейных договоров и отсутствия других наследников он стал совладельцем ряда владений в Вюртемберге. 27 января 1696 года его старший брат Йоханн Фердинанд фон Ауэршперг, не имевший мужского потомства, передал ему власть в Зембицком княжестве, которую он не мог осуществлять из-за болезни. Франц Карл не принимал никаких важных решений в отношении в отношении княжества, пока был жив его старший брат, который умер 23 июля 1706 года. После смерти своего старшего брата Франц Карл унаследовал титулы 3-го герцога фон Ауэршперга и князя Зембицкого (герцога Мюнстерберг). В 1709 году император Иосиф Габсбург отправил Франца Карла в качестве своего представителя на съезде князей во Вроцлаве. Тогда это был первый раз, когда член дома Ауэршпергов появился в Силезии. 5 сентября 1709 года герцог принял оммаж с Зомбковице-Слёнске, а четыре дня спустя — Зембице. 27 января 1710 года Франц Карл фон Ауэршперг подтвердил привилегии для города Зомбковице-Слёнске. В ответ на это городской совет подарил ему 1000 флоринов, а его свите и канцелярии — 214 флоринов. 16 апреля 1710 года герцог прибыл в Хенрикув, а оттуда в Вену. Больше никогда он не посещал свои силезские владения.
Франц Карл фон Ауэршперг скончался 6 ноября 1713 года в Пишельсдорф-на-Энгельбахе.

## Семья
26 февраля 1685 года Франц Карл фон Ауэршперг женился на Марии Терезе фон Раппах (1660 — 20 января 1741), дочери графа Карла Фердинанда фон Раппаха. Супруги имели в браке четверо детей:
- Мария Элеонора (4 августа 1686 — 11 августа 1686)
- Франц Антон (5 сентября 1688 — 21 ноября 1688)
- Мария Анна (8 сентября 1690 — 6 июля 1725)
- Мария Франциска Жозефа (4 октября 1691 — 6 июля 1725), муж с 1721 года граф Иоганн Йозеф фон Бройнер (1687/1688 — 1762)
- Леопольд (22 февраля 1694—1704)
- Генрих Йозеф Иоганн (24 июня 1697 — 9 февраля 1783), 4-й имперский князь фон Ауэршперг и князь Зембицкий (герцог Мюнстерберг) (1713—1783).